# 嚇鬼阿嫂
《嚇鬼阿嫂》是一部於2013年上映的泰國恐怖喜劇電影。導演為曾執導《鬼影》、《连体阴》、《鬼4虐》及《鬼片》等電影的班莊·比辛達拿剛。電影乃改編自泰國民間流傳百多年的鬼妻傳說，故事曾被改編成超過二十部影视作品。

## 劇情
於泰國拉達那哥欣王國期間，麥克（馬力歐·慕瑞 飾）被征召入軍隊，留下懷孕的妻子娜娜（黛薇卡·霍内 飾），戰爭結束後，他帶同四位戰友東、南、西、北回到家鄉，與妻子娜娜及戰爭期間出世的兒子糖糖重聚。一家人以為又快快樂樂地生活，四位好友亦打算留下當地展開新生活。
可是不久便傳出娜娜原來在麥克征戰期間因難產而死，四位兄弟為了查個明白，便追查謠言源頭，可是發現當事人已被淹死，四人驚覺身邊阿嫂及仔仔原來是鬼魂，下一個受害者可能就是自己！四人猶疑要否告知麥克的真相，可是他們也怕鬼魂滅口，他們如何避過鬼魂追殺，同時又向麥克透露真相......

## 票房
台灣方面，最終全台票房為新台幣3900萬元，成為台灣影史最賣座的泰國電影；紀錄只保持四年，2017年被電影《模犯生》超越。